# Tata Steel-toernooi 2012
Het Tata Steel-toernooi van 2012 vond plaats van 13 t/m 29 januari in het Nederlandse Wijk aan Zee. Het is een jaarlijks schaaktoernooi, vernoemd naar de hoofdsponsor Tata Steel, dat Corus heeft overgenomen. In het verleden stond het bekend als het Hoogovenstoernooi.

## Eindstand Groep A
| Nr.    | Schaker          | Rating | Punten | SB  | 1 | 2 | 3 | 4 | 5 | 6 | 7 | 8 | 9 | 10 | 11 | 12 | 13 | 14 |
| ------ | ---------------- | ------ | ------ | --- | - | - | - | - | - | - | - | - | - | -- | -- | -- | -- | -- |
| Goud   | Levon Aronian    | 2805   | 9      | 56½ | * | 0 | ½ | 1 | ½ | 1 | 1 | 1 | ½ | 1  | ½  | 1  | 0  | 1  |
| Zilver | Magnus Carlsen   | 2835   | 8      | 50¼ | 1 | * | ½ | ½ | ½ | ½ | ½ | 0 | ½ | 1  | 1  | 1  | ½  | ½  |
| Zilver | Teymour Radjabov | 2773   | 8      | 49½ | ½ | ½ | * | ½ | ½ | ½ | ½ | 1 | ½ | ½  | ½  | 1  | 1  | ½  |
| Zilver | Fabiano Caruana  | 2736   | 8      | 47½ | 0 | ½ | ½ | * | ½ | ½ | ½ | 1 | ½ | 1  | 1  | ½  | ½  | 1  |
| 5      | Vassily Ivanchuk | 2766   | 7½     | 46¼ | ½ | ½ | ½ | ½ | * | ½ | ½ | ½ | ½ | 0  | ½  | 1  | 1  | 1  |
| 6      | Hikaru Nakamura  | 2759   | 7½     | 44¾ | 0 | ½ | ½ | ½ | ½ | * | ½ | ½ | 1 | 1  | ½  | ½  | 1  | ½  |
| 7      | Gata Kamsky      | 2732   | 7      | 43¼ | 0 | ½ | ½ | ½ | ½ | ½ | * | 1 | ½ | ½  | 1  | ½  | 1  | 0  |
| 8      | Sergey Karjakin  | 2769   | 6½     | 37½ | 0 | 1 | 0 | 0 | ½ | ½ | 0 | * | 1 | 0  | 1  | ½  | 1  | 1  |
| 9      | Loek van Wely    | 2692   | 5½     | 35¾ | ½ | ½ | ½ | ½ | ½ | 0 | ½ | 0 | * | ½  | ½  | ½  | ½  | ½  |
| 10     | Boris Gelfand    | 2739   | 5      | 31½ | 0 | 0 | ½ | 0 | 1 | 0 | ½ | 1 | ½ | *  | ½  | ½  | ½  | 0  |
| 11     | Veselin Topalov  | 2770   | 5      | 30½ | ½ | 0 | ½ | 0 | ½ | ½ | 0 | 0 | ½ | ½  | *  | ½  | ½  | 1  |
| 12     | Vugar Gashimov   | 2761   | 5      | 29  | 0 | 0 | 0 | ½ | 0 | ½ | ½ | ½ | ½ | ½  | ½  | *  | ½  | 1  |
| 13     | David Navara     | 2712   | 4½     | 29½ | 1 | ½ | 0 | ½ | 0 | 0 | 0 | 0 | ½ | ½  | ½  | ½  | *  | ½  |
| 14     | Anish Giri       | 2714   | 4½     | 28¾ | 0 | ½ | ½ | 0 | 0 | ½ | 1 | 0 | ½ | 1  | 0  | 0  | ½  | *  |

## Eindstand Groep B

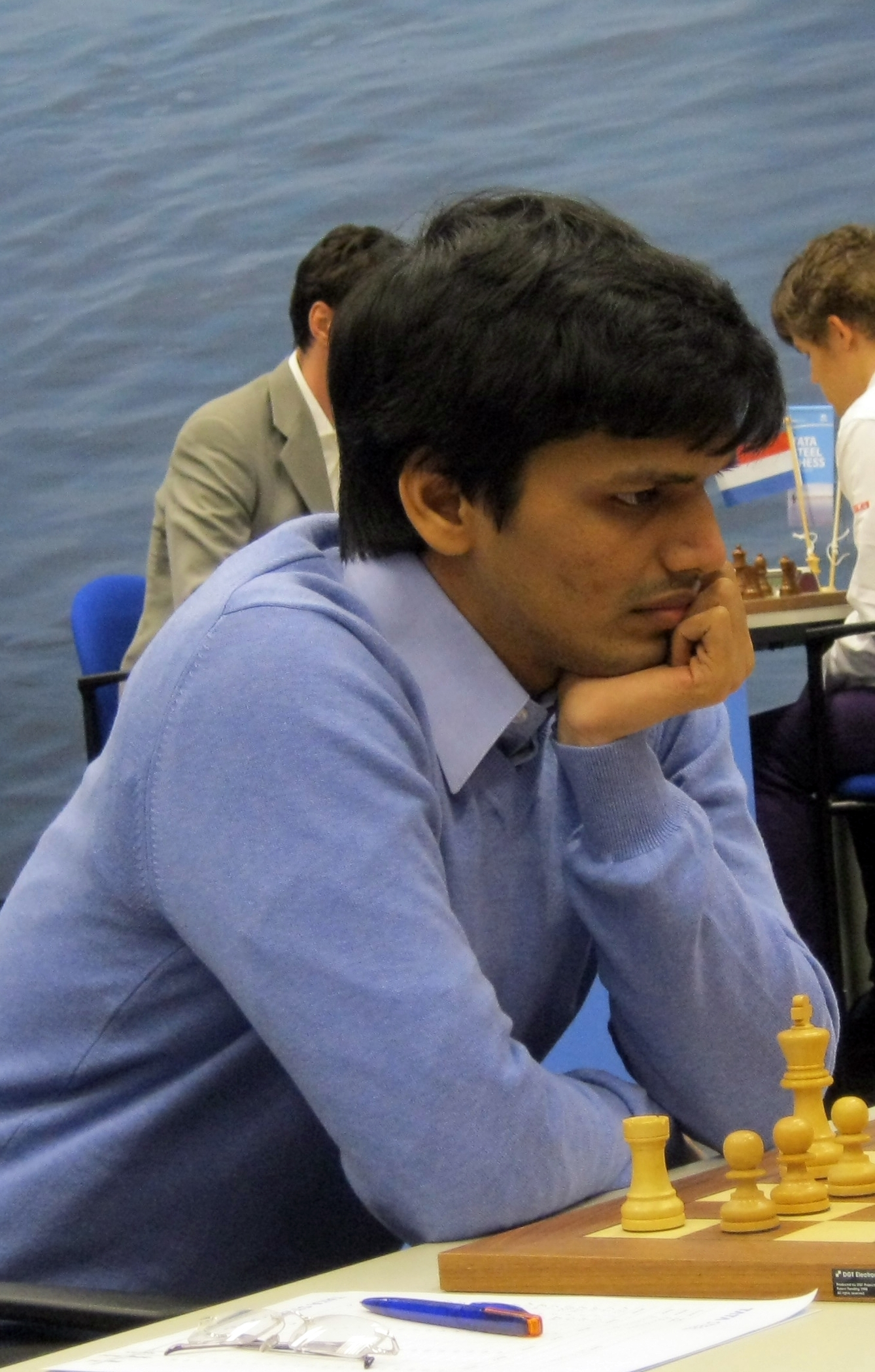
Pendyala Harikrishna tijdens Tata Steel 2012

| Nr. | Schaker              | Rating | Punten |
| --- | -------------------- | ------ | ------ |
| 1   | Pendyala Harikrishna | 2665   | 9      |
| 2   | Lazaro Bruzon        | 2691   | 8½     |
| 3   | Aleksandr Motyljov   | 2677   | 8½     |
| 4   | Erwin l'Ami          | 2596   | 8      |
| 5   | Sergej Tiviakov      | 2677   | 8      |
| 6   | Illja Nyzjnyk        | 2568   | 7½     |
| 7   | Dimitri Reinderman   | 2581   | 7½     |
| 8   | Vladimir Potkin      | 2684   | 6½     |
| 9   | Jan Timman           | 2571   | 6      |
| 10  | Sipke Ernst          | 2606   | 5      |
| 11  | Kateryna Lahno       | 2557   | 4½     |
| 12  | Daniele Vocaturo     | 2545   | 4½     |
| 13  | Viktorija Čmilytė    | 2503   | 4      |
| 14  | Dronavalli Harika    | 2516   | 3½     |

## Eindstand Groep C

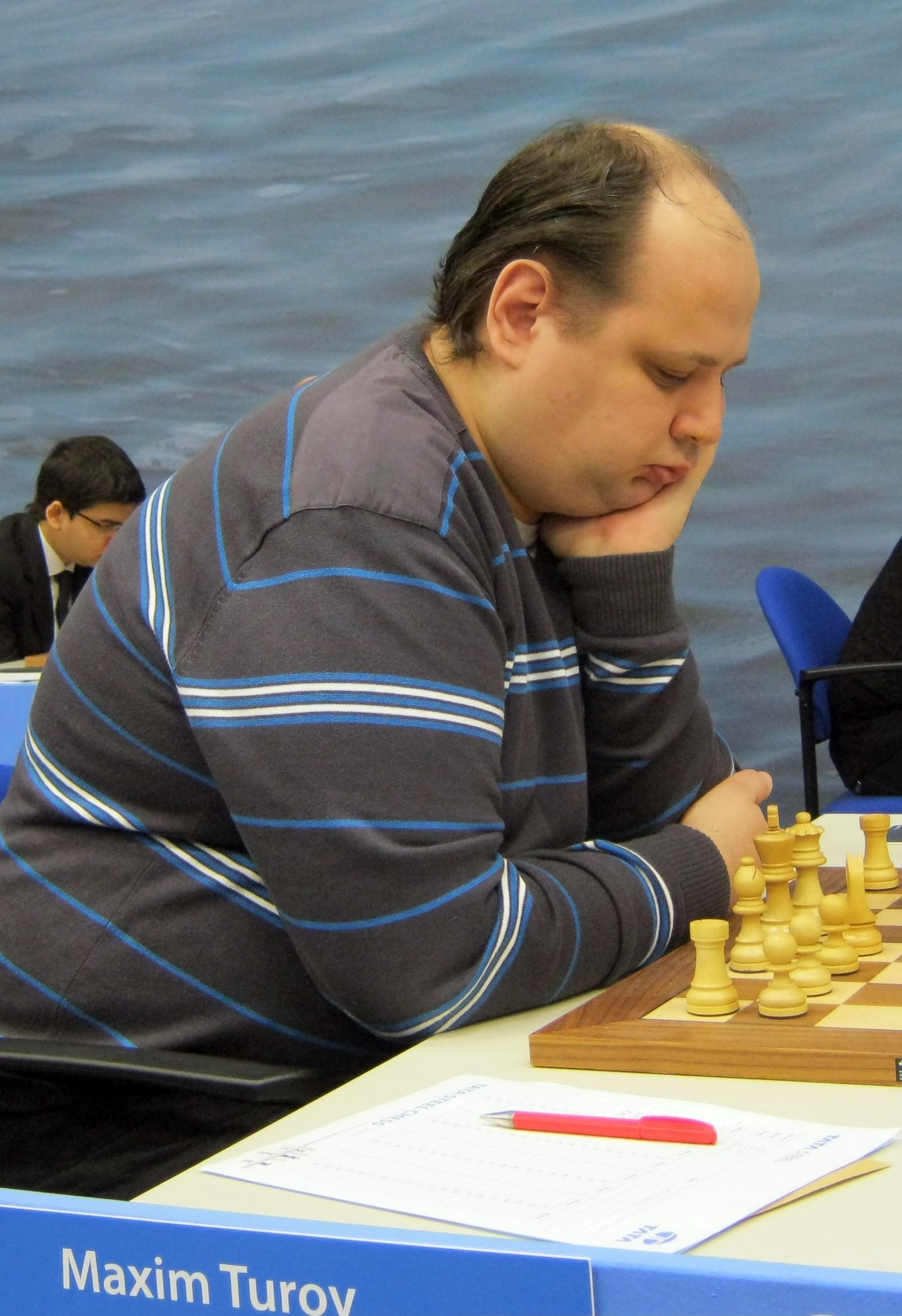
Maksim Toerov tijdens Tata Steel 2012

| Nr. | Schaker           | Rating | Punten |
| --- | ----------------- | ------ | ------ |
| 1   | Maksim Toerov     | 2645   | 10½    |
| 2   | Hans Tikkanen     | 2549   | 10     |
| 3   | Baskaran Adhiban  | 2561   | 8½     |
| 4   | Daan Brandenburg  | 2527   | 8½     |
| 5   | Sahaj Grover      | 2532   | 7      |
| 6   | Elisabeth Paehtz  | 2454   | 7      |
| 7   | Matthew Sadler    | 2660   | 7      |
| 8   | Tania Sachdev     | 2411   | 6      |
| 9   | Elina Danielian   | 2490   | 5½     |
| 10  | Etienne Goudriaan | 2279   | 5      |
| 11  | Lars Ootes        | 2326   | 4½     |
| 12  | Pieter Hopman     | 2342   | 4      |
| 13  | Lisa Schut        | 2290   | 4      |
| 14  | Anne Haast        | 2290   | 3½     |